# Richie Hawtin
Richie Hawtin (de nacimiento Richard Michael Hawtin) es un DJ, músico y productor británico, naturalizado canadiense. Reside actualmente en Berlín. Está considerado como uno de los máximos exponentes de la música electrónica.
Figura entre los artistas de música electrónica más conocidos del mundo, gracias a una carrera de más de 30 años. Activo en la escena techno y acid norteamericana desde sus comienzos, ha evolucionado hacia un estilo más minimalista y experimental, privilegiando el uso de las últimas tecnologías de composición y de DJing.
Aunque ha producido a menudo bajo su nombre real, utiliza también numerosos pseudónimos, entre los cuales el más conocido es Plastikman. Es el fundador y dueño de los sellos discográficos Plus 8 y Minus, desde los cuales ha publicado sus álbumes más significativos, destacando entre ellos el disco Consumed, publicado en 1998, y la serie de álbumes mezclados DE9, de entre los cuales el más famoso es DE9 | Closer to the Edit, publicado en 2001.
Más allá de sus actividades como músico, dedica también parte de su tiempo a sus negocios y al arte moderno.
Desde 2012, lleva a cabo su evento experimental ENTER., en la discoteca Space en Ibiza.

## Biografía
Hawtin nació en Banbury, Oxfordshire, Inglaterra, mudándose a la edad de nueve años a LaSalle, Ontario, en la periferia de Windsor, Ontario y justo en la otra orilla del río de Detroit, lugar de nacimiento del techno. Su padre trabajaba como técnico de robótica en General Motors, y era fan de la música electrónica, introduciendo a su hijo en la música de Kraftwerk y Tangerine Dream desde una temprana edad. Tiene un hermano, Matthew, que es artista visual y DJ de ambient. Hawtin acudió al instituto Sandwich Secondary High School en LaSalle. Comenzó a pinchar en clubs en Detroit a los 17 años, y su primer estilo era una mezcla de house y techno. Junto al DJ canadiense John Acquaviva formó el sello Plus 8 en 1990 para publicar sus propios temas bajo el nombre F.U.S.E.
Pasó parte de 2002 y 2003 viviendo en Nueva York, y desde entonces se mudó a Berlín, Alemania.

## Estilo musical

### Influencias reivindicadas

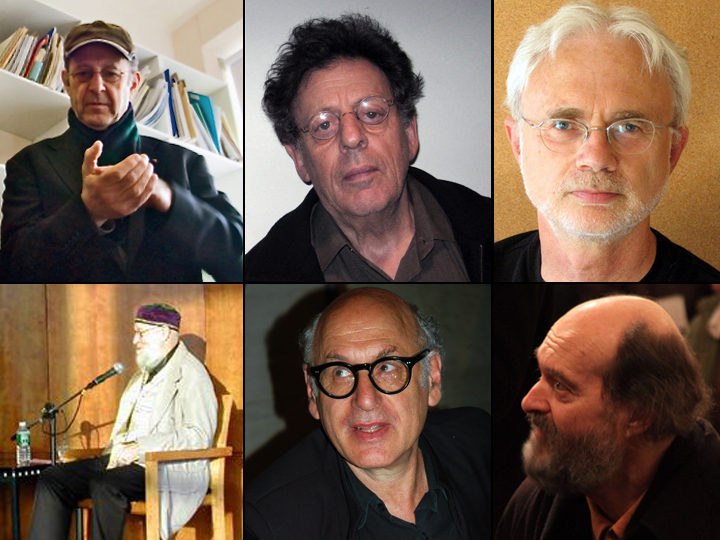
Varios compositores de música minimalista, entre ellos Steve Reich y Philip Glass (respectivamente arriba a la izquierda y arriba en el centro), dos influencias para Richie Hawtin.

Según sus propias palabras, durante una entrevista con Jacqueline Caux para la revista Art Press en 2001, la música de Richie Hawtin toma el relevo de una corriente experimental similar a la del minimalismo, que le ha inspirado gracias a la obra de músicos como Miles Davis, y también de artistas plásticos como Mark Rothko, Anish Kapoor o Barnett Newman. Hawtin afirma también, durante la entrevista señalada, su adhesión a la tecnología: "en Detroit, los artistas son muy positivos. Esa tecnología, esas máquinas, están ahí para producir, da igual el medio que sea, automóviles u otra cosa".
La propia música minimalista también le ha, naturalmente, influido en su forma de componer:

Existe dentro de mi música toda clase de fluctuaciones, de movimientos, y en ocasiones es tan leve que no te das cuenta hasta que ya ha llegado. Esas son el tipo de cosas que me dejaban estupefacto cuando era joven o, más tarde, cuando me ponía a escuchar la música de Steve Reich o de Philip Glass. En su música existen determinados motivos que evolucionan y cambian sin que nos demos cuenta. Yo he retomado frecuentemente esta idea, a mi manera.

### Punto de vista de los críticos musicales
Sean Cooper, en All music guide to electronica, obra dirigida por Vladimir Bogdanov, afirma que "los fragmentos publicados bajo los pseudónimos Plastikman y F.U.S.E. son mayoritariamente consideradas como versiones fieles, inteligentes e innovadoras del sonido de Detroit". El crítico tiene a Hawtin por uno de "los iconos más importantes e inventivos de la dance music experimental" y estima que esta legitimidad ha "progresado constantemente desde la salida de su primer álbum, Sheet One". En el mismo libro, John Bush confirma que Plastikman forma parte de "la avanzadilla del intelligent techno y juzga que sus discos han inspirado profundamente (y viceversa) a diferentes sellos alemanes de minimal techno como Basic Channel, Chain Reaction, Profan o Studio 1.
En Chronicart, el crítico Wilfried Paris declara que Hawtin es "una de las piedras angulares de la música electrónica de final del siglo XX", precisando que "su álbum Consumed, bajo el nombr de Plastikman, es un clásico de techno minimalista oscuro y profundo". No obstante, su colega Nicolas Schoener se muestra mucho más circunspecto, viéndolo como "un disco interesante, pero quizá no tan novedoso que los de los artistas del sello Mego, por ejemplo. Si se escucha en los cascos, se arriesga a tener la impresión de escuchar el refrigerador agonizar lentamente".

### Richie Hawtin y las nuevas tecnologías
Richie Hawtin ha buscado siempre poner las tecnologías más novedosas al servicio de su arte, especialmente en todo lo que concierne a sus actuaciones escénicas, tanto los lives, como los DJ sets o VJing. Diferentes programas de software y materiales de hardware para sus actuaciones han sido desarrollados bajo su impulso o con su colaboración:
- Final Scratch, interacción persona-computador dedicada a combinar la mezcla digital (mediante ficheros musicales de tipo mp3 o Wav) y la técnica de DJing clásica, con la ayuda de platinas de vinilo.[12]
- SYNK, una aplicación para iPhone, iPod y iPad, desarrollado especialmente para aumentar la interacción entre Richie Hawtin y su público durante la gira Plastikman Live, que tuvo lugar en 2010.[13]
- Twitter DJ, una aplicación que permite al DJ poner al día su cuenta de Twitter cada 60 segundos, con el objeto de mencionar el nombre del artista y el título del disco que toca durante su mezcla digital cuando utiliza Traktor.[14][13]

## Otras actividades
Aparte de su actividad estrictamente musical, Richie Hawtin es conocido por ser una persona dotada de gran capacidad para la gestión y para los negocios, actividad que desarrolla a través de la administración de sus sellos discográfico, así como por la diversificación de su labor y sus inversiones ligadas a la industria musical, el diseño y el arte contemporáneo bajo diferentes modalidades.

## Críticas

### A propósito de su música
El compositor alemán Karlheinz Stockhausen, en una entrevista concedida en 1995, se muestra muy crítico con ciertos artistas de música electrónica, a quienes compara con los tartamudos por su propensión a basar sus composiciones sobre la repetición. Les acusa también de pervertir la música al no hacer de ella más que un elemento ambiental. En este sentido, aconseja a Plastikman prestar atención al uso abusivo de la repetición y de los ritmos demasiado lineales, y le predice un desinterés del público cuando este último haya encontrado una nueva "droga musical".

### El disco de vinilo
Hacia finales de octubre de 2011, Richie Hawtin provocó una polémica a continuación de la publicación, en su página de Facebook, de una fotografía de un DJ arrastrando una caja de discos de vinilo detrás de él con la leyenda en inglés siguiente: "Is this DJ pulling records behind him? Is this Berlin 2011 or NYC/Detroit/Chicago 1988? How far we’ve come and how little we’ve progressed!" (en castellano, "¿está este DJ arrastrando discos detrás de sí? ¿Es esto Berlín 2011 o NYC/Detroit/Chicago 1988? ¡Cuán lejos hemos llegado y qué poco hemos progresado!). A raíz de esta publicación surgieron multitud de críticas, que obligaron a Hawtin a justificarse y a presentar sus disculpas a los fanes.

## Discografía seleccionada
Richie Hawtin es un músico prolífico, quien utiliza de manera habitual diferentes pseudónimos para publicar sus diferentes trabajos, siendo los más conocidos Circuit Breaker, F.U.S.E., Robotman y, especialmente, Plastikman. No obstante, se pueden seleccionar algunas de sus obras publicadas en formato álbum.

### Bajo el pseudónimo Circuit Breaker
- 1991: Experiments In Sound - Probe Records
- 1992: Probe Mission 1 - NovaMute
- 1992: Trac-K - Probe Records
- 1992: Trac-X - Probe Records
- 1996: The End (1991-1996) - Probe Records
- 2005: Trac-X / The Last Fight - VIP Classics
- 2015: From My Mind To Yours - PLUS8 25/4

### Bajo el pseudónimo F.U.S.E
- 1993: Dimension Intrusion - Warp Records

### Bajo el pseudónimo Plastikman
- 1993: Sheet One - Plus 8
- 1994: Musik - Plus 8
- 1998: Artifakts (bc) - Minus
- 1998: Consumed - Minus
- 2003: Closer - Minus
- 2014: EX - Guggenheim New York's iconic art museum

### Bajo su nombre Richie Hawtin
- 1999: Decks, EFX & 909 - NovaMute
- 2001: DE9 | Closer to the Edit - Minus
- 2005: DE9 | Transitions - Minus
- 2015: From My Mind To Yours

## Clasificaciones y premios
| Año  | Organismo        | Ranking | Premio                   |
| ---- | ---------------- | ------- | ------------------------ |
| 2004 | DJ Mag           | 44      | Top 100 DJs              |
| 2005 | DJ Mag           | 12      | Top 100 DJs              |
| 2006 | DJ Mag           | 33      | Top 100 DJs              |
| 2007 | DJ Mag           | 19      | Top 100 DJs              |
| 2007 | Resident Advisor | 5       | Top 10 DJs of 2007       |
| 2008 | DJ Mag           | 15      | Top 100 DJs              |
| 2008 | Resident Advisor | 2       | Top 100 DJs of 2008      |
| 2009 | DJ Mag           | 28      | Top 100 DJs              |
| 2009 | Resident Advisor | 1       | Top 100 DJs of 2009      |
| 2010 | DJ Mag           | 31      | Top 100 DJs              |
| 2010 | Resident Advisor | 2       | Top 100 DJs of 2010      |
| 2010 | Resident Advisor | 1       | Top 10 live acts of 2010 |
| 2011 | DJ Mag           | 45      | Top 100 DJs              |
| 2011 | Resident Advisor | 2       | Top 20 live acts of 2011 |
| 2011 | Resident Advisor | 3       | Top 20 live acts of 2011 |
| 2012 | DJ Mag           | 78      | Top 100 DJs              |
| 2013 | DJ Mag           | 76      | Top 100 DJs              |
| 2014 | DJ Mag           | 90      | Top 100 DJs              |
| 2015 | DJ Mag           | 51      | Top 100 DJs              |

Además de las clasificaciones anuales, Richie Hawtin fue designado en 2011 como segundo mejor DJ de todos los tiempos por la revista Mixmag.